# Rąb
Rąb, dodatkowa nazwa w języku kaszubskim Rąb, niem. Romb – wieś kaszubska w Polsce, położona w województwie pomorskim, w powiecie kartuskim, w gminie Przodkowo.
| SIMC    | Nazwa      | Rodzaj    |
| ------- | ---------- | --------- |
| 0169733 | Kłosowo    | część wsi |
| 0169740 | Trzy Rzeki | część wsi |

Nazwa wsi została utrwalona w źródłach pisanych na początku XIX w. Nazwa pochodzi od wyrazu pospolitego rąb, oznaczającego wyrąb, tj. 'teren po wyrąbanym 'lesie'. Wspomniana, dość późna, bo XIX wieczna metryka wsi w połączeniu z nazwą jednoznacznie wskazuje, że wieś powstała na miejscu wykarczowanego lasu.
W roku 1892 osada miała 244 mieszkańców, wyłącznie Kaszubów katolików.
W latach 1975–1998 miejscowość administracyjnie należała do województwa gdańskiego.
Starą szkołę na Rębie wybudowano i założono w 1904 roku, zamknięto w 2001, obecnie mieści się tam prywatne muzeum kaszubskie prowadzone przez Zofię Gusman, córkę B. Gusman, potomków nauczycieli i dyrektora szkoły. W latach dziewięćdziesiątych XX wieku odkryto tutaj cmentarzysko na polu należącym do Zbigniewa Pranczke, składające się z 52 urn z prochami ludzkimi sprzed 2,5 tysiąca lat.
We wsi aktywne są dwie organizacje pozarządowe: Stowarzyszenie na rzecz Kultury Kaszubskiej „Na Kraju"
oraz Koło Gospodyń Wiejskich "ZaRąbiste Babki https://www.facebook.com/ZaRabisteBabki